# Dubrajpur
Dubrajpur é uma cidade e um município no distrito de Birbhum, no estado indiano de Bengala Ocidental.

## Geografia
Dubrajpur está localizada a 23° 48′ N, 87° 23′ L. Tem uma altitude média de 77 metros (252 pés).

## Demografia
Segundo o censo de 2001, Dubrajpur tinha uma população de 32 752 habitantes. Os indivíduos do sexo masculino constituem 52% da população e os do sexo feminino 48%. Dubrajpur tem uma taxa de literacia de 56%, inferior à média nacional de 59,5%: a literacia no sexo masculino é de 65% e no sexo feminino é de 46%. Em Dubrajpur, 14% da população está abaixo dos 6 anos de idade.